# 圣贾科莫菲利波
圣贾科莫菲利波（義大利語：San Giacomo Filippo），是意大利松德里奥省的一个市镇。总面积62平方公里，人口428人，人口密度6.9人/平方公里（2009年）。国家统计（ISTAT）代码为014058。